# Conodonta
Conodonta (do grego kônos, cone + odontos, dentes) é uma classe de vertebrados primitivos, atualmente extintos, que existiu e evoluiu há mais de 540 milhões de anos, entre o Paleozóico e o início do Mesozóico (do Cambriano Superior até ao Triássico Superior).
Os conodontes foram descobertos por Christian Henrich Pander, no Siluriano do Báltico, em 1856, que os atribui a dentes de peixes. Desde então, inúmeras afinidades foram levantadas para o grupo. Em literatura antiga, foram comparados a algas, plantas vasculares e estruturas de invertebrados. Na literatura moderna, os conodontes foram comparados a cordados primitivos, espinhos bucais de quetognatos e estruturas de sustentação interna de órgãos filtradores de lofoforados. Somente em 1983, com a descoberta de um fóssil completo, no Carbonífero Inferior da Escócia por Briggs e colaboradores, que desvendou-se o enigma das afinidades dos conodontes.
Durante mais de um século, chamaram-se conodontes ao que hoje se conhece por elementos conodontes: elementos do aparato bucal deste animal.
Têm o corpo alongado, como vermes, com medidas médias de 2mm de largura por 40mm de comprimento, mas com barbatanas, músculos em forma de V, olhos e dentes – que são os órgãos que mais facilmente se podem encontrar – feitos de apatite (fosfato de cálcio).
Estas características levaram alguns autores a classificar estas formas entre os cordados. Existem várias formas de conodontes que durante algum tempo foram considerados uma linhagem dentro deste grupo:
- Protoconodontes, os mais antigos
- Paraconodontes
- Euconodontes
- Conodontes, os mais recentes

Uma análise cladística sugeriu que os Euconodontes e os Conodontes formam uma verdadeiro clado dentro dos vertebrados, mas em relação aos restantes, não há uniformidade de critérios. Alguns autores pensam que os Protoconodontes poderiam pertencer ao filo Chaetognatha.

## Classificação
Os conodontes são classificados como cordados primitivos, vertebrados e agnatos. Sweet (1988) divide os elementos denticulados em dois grandes grupos, os Cavidonti e os Conodonti. Os primeiros são lisos, Têm paredes finas e incluem os Protoconodontes e os Paraconodontes. São coniformes e possuem aparelhos unimembrados a quinqüimembrados. Surgiram no Eocambriano (Proconodontus) e persistiram até o Devoniano (Belodella, Dvorakia). Os Conodonti se originaram no Cambriano Superior, possuindo cavidade basal rasa, aparelhos sexi a septimembrados, com elementos ramiformes complexos e formas variadas de pectiniformes nas posições P. Sua distribuição vai do Neocambriano (Teridontus) ao Neotriássico (Epigondolella).

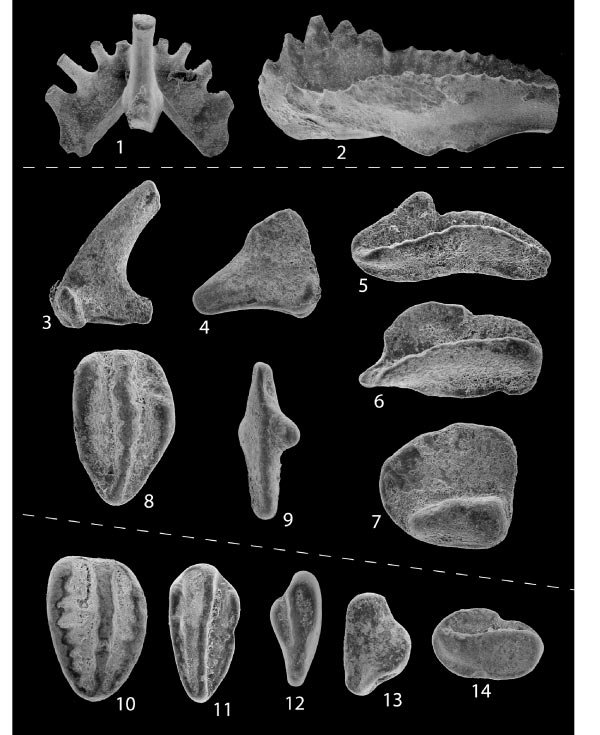
Elementos de conodontos provenientes da Pensilvânia e de Maryland, E.U.A.